# Condado de Parczew
Condado de Parczew (polaco: powiat parczewski) é um powiat (condado) da Polónia, na voivodia de Lublin. A sede do condado é a cidade de Parczew. Estende-se por uma área de 952,62 km², com 36 644 habitantes, segundo os censos de 2005, com uma densidade 38,47 hab/km².

## Divisões admistrativas
O condado possui:
Comunas urbana-rurais: Parczew
Comunas rurais: Dębowa Kłoda, Jabłoń, Milanów, Podedwórze, Siemień, Sosnowica
Cidades: Parczew

## Demografia
População (dados de 30 de Junho de 2005):
|          | Total   | Total | Mulheres | Mulheres | Homens  | Homens |
| -------- | ------- | ----- | -------- | -------- | ------- | ------ |
|          | pessoas | %     | pessoas  | %        | pessoas | %      |
| Total    | 36 644  | 100   | 18 579   | 50,7     | 18 065  | 49,3   |
| Cidades  | 10 342  | 100   | 5381     | 52       | 4961    | 48     |
| Povoados | 26 302  | 100   | 13 198   | 50,2     | 13 104  | 49,8   |